# Dire Straits
Dire Straits (МФА: /daɪə streɪts/, с англ. — «Стеснённые обстоятельства») — британская рок-группа, основанная в 1977 году Марком Нопфлером (гитара, вокал), его братом Дэвидом Нопфлером (гитара), басистом Джоном Иллсли и барабанщиком Пиком Уизерсом. Менеджером группы на протяжении почти всей её карьеры был Эд Бикнелл. Музыкальный стиль Dire Straits, развившийся из паб-рока, может быть охарактеризован как мелодичный блюз-рок, испытавший сильное влияние кантри, рок-н-ролла, фолка и джаза. В творчестве группы преобладали меланхоличные композиции. Несмотря на то, что группа была образована во времена господства панк-рока и сильно контрастировала с ним по звучанию, благодаря таланту Марка Нопфлера она снискала всемирную популярность.
Dire Straits вошла в число наиболее коммерчески успешных групп в истории рок-музыки, в общей сложности было продано более 120 миллионов копий их альбомов. Самый популярный альбом группы, Brothers in Arms, разошёлся тиражом более 30 миллионов копий. В 2018 году Dire Straits были включены в «Зал славы рок-н-ролла».
Наиболее известные хиты группы: «Telegraph Road», «Sultans of Swing», «Romeo and Juliet», «Private Investigations», «Money for Nothing», «Walk of Life», «Tunnel of Love», «Your Latest Trick», «You and Your Friend», «Brothers in Arms» и «Calling Elvis».

## История

### 1977—1979: ранние годы и первые два альбома

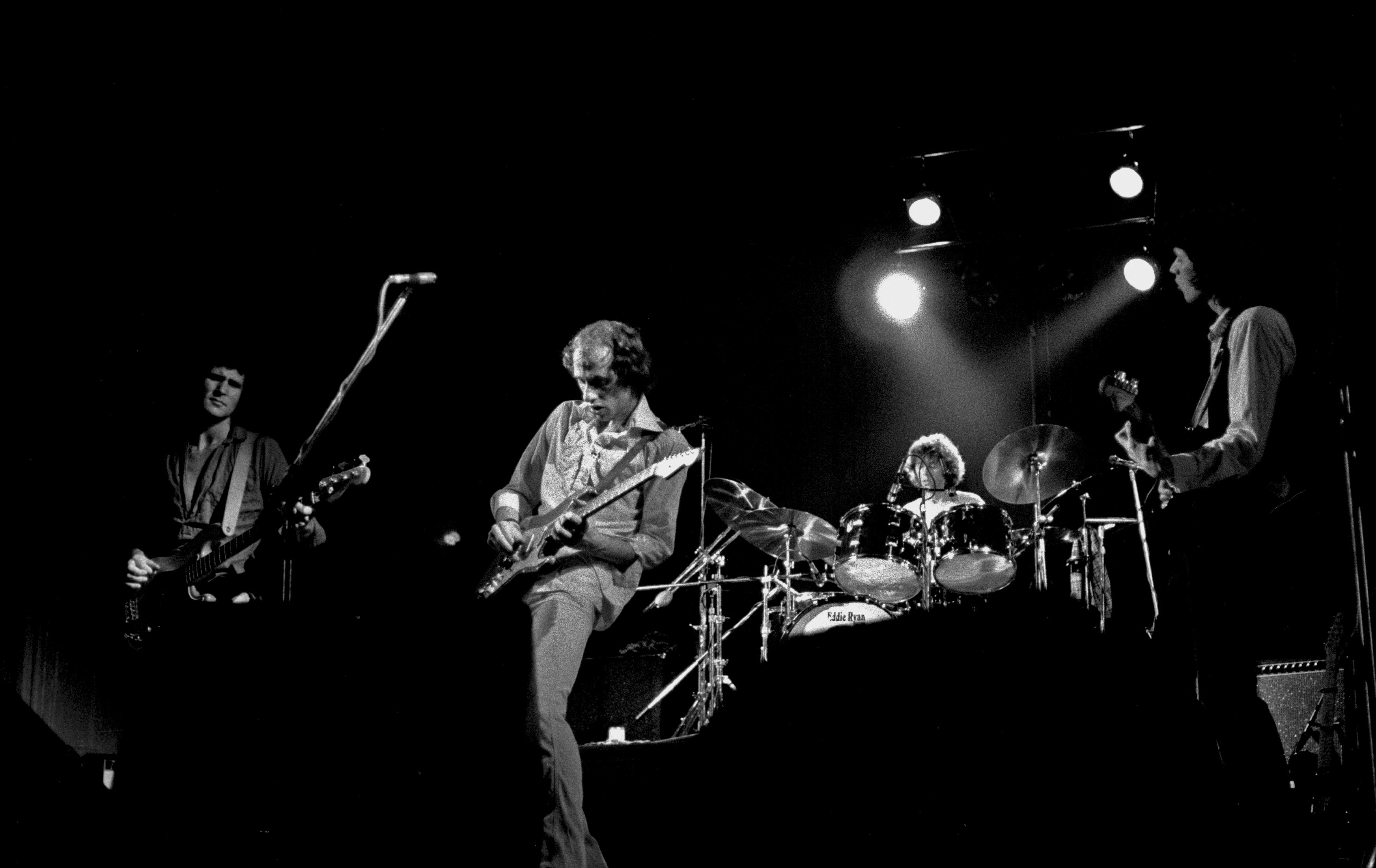
Первый состав группы на выступлении в 1978 году в Гамбурге. Слева направо: Иллсли, Марк Нопфлер, Уизерс, Дэвид Нопфлер

Братья Нопфлеры, Джон Иллсли и Пик Уизерс создали группу в 1977 году. Название Dire Straits предложил музыкант, бывший соседом Уизерса по комнате. Оно было выбрано как намёк на проблемы возраста и финансовой состоятельности участников и может быть переведено как «отчаянное положение», «стеснённые обстоятельства», «на мели». В 1977 году Dire Straits записали демо-кассету с пятью песнями, включавшую их будущий хит «Sultans of Swing», а также «Water of Love», «Down to the Waterline», «Wild West End» и «Sacred Loving» авторства Дэвида Нопфлера. Они отнесли кассету диджею Чарли Жилетту, который вёл программу «Honky Tonkin» на радиостанции BBC Radio London. Музыканты просто хотели спросить совета, но Жилетту музыка понравилась так сильно, что он выпустил «Sultans of Swing» в эфир. Два месяца спустя Dire Straits подписали контракт с Phonogram Records.
В октябре 1977 года группа подготовила демозаписи песен «Southbound Again», «In the Gallery» и «Six Blade Knife» для BBC Radio London; а в ноябре — демо «Setting Me Up», «Eastbound Train» и «Real Girl».
Первый альбом группы, Dire Straits, записывался в лондонской студии Basing Street в феврале 1978 года; затраты на его создание составили £12 500. В качестве продюсера выступил Мафф Винвуд. Альбом был довольно слабо «раскручен» во время первого релиза в Великобритании под лейблом Vertigo Records (подразделение Phonogram) и потому не слишком хорошо принят. Тем не менее пластинка обратила на себя внимание сотрудницы отдела поиска талантов Кэрин Берг, работавшей в Warner Bros. Records в Нью-Йорке. Ей показалось, что именно такой музыки в то время не хватало публике, но поначалу только один человек в отделе с ней согласился. Многие песни из альбома отражают впечатления Марка Нопфлера от посещения английских городов Ньюкасл-апон-Тайна, Лидса и Лондона. «Down to the Waterline» содержит воспоминания о жизни в Ньюкасле; «In the Gallery» посвящена скульптору и художнику из Лидса по имени Гарри Филипс; «Wild West End» и «Lions» рисуют картины юности Нопфлера, проведённой в столице.
В том же году Dire Straits начали концертную деятельность, выступая на разогреве у Talking Heads. Итогом явилось подписание контракта с Warner Bros. Records в США; и в конце 1978 года Dire Straits издали свой одноимённый дебют по всему миру. Наибольший успех ждал группу в Соединённых Штатах, но они оказались на верхушке чартов и в других странах: в Канаде, Австралии и Новой Зеландии. В конце концов альбом Dire Straits вошёл в Top 10 во всех европейских странах.
В следующем году Dire Straits отправились в своё первое турне по Северной Америке, где за 38 дней отыграли 51 концерт в переполненных залах. «Sultans of Swing» дошёл до четвёртого места в США и до восьмой позиции в Великобритании. Эта песня стала одним из главных хитов группы и неизменно исполнялась на концертах. Боб Дилан, увидевший их выступление в Лос-Анджелесе, был настолько впечатлён, что пригласил Марка Нопфлера и барабанщика Пика Уизерса принять участие в работе над своим следующим альбомом Slow Train Coming.
Запись второго альбома, Communiqué, началась в декабре 1978 года на студии Compass Point Studios, в Нассау, Багамские острова. Альбом, спродюсированный Джерри Векслером и Барри Бэкеттом, вышел в июне 1979 года и занял первую позицию в немецких чартах; одновременно с этим дебютный альбом группы поднялся до третьей строчки. Песня «Lady Writer» была выпущена как сингл. Второй альбом характеризовался всё тем же «одноцветным» звучанием, пусть и несколько лучше отполированным, но в то же время демонстрировал расширение тематики композиций, в частности на открывающем треке «Once Upon a Time in the West». Однако уже в следующем году звучание группы стало меняться; одновременно происходили перемены в её составе.

### 1980—1984: усложнение музыкального стиля

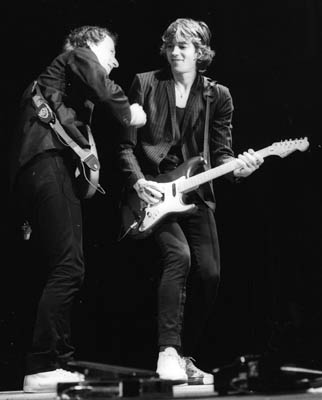
Марк Нопфлер и Хэл Линдес

В 1980 году Dire Straits были номинированы на две премии «Грэмми», как «Лучший новый исполнитель» и «Лучший рок-вокал (в дуэте или группе)» за песню «Sultans Of Swing». В июле 1980 группа начала запись песен для своего третьего альбома. Спродюсированный Джимми Айовином (англ. Jimmy Iovine) и самим Марком Нопфлером, Making Movies увидел свет в октябре 1980 года. Во время записи начались трения между братьями Марком и Дэвидом, что привело к уходу последнего из группы и началу его сольной карьеры; в альбоме отсутствует упоминание о его участии в записи. Студийные сессии были продолжены с ритм-гитаристом Сидом Макгиннисом и клавишником Роем Биттеном. Когда альбом был готов, клавишник Алан Кларк и калифорнийский гитарист Хэл Линдес вошли в состав Dire Straits, и группа отправилась в турне по Европе и Северной Америке.
В Making Movies вошли более длинные песни со сложными аранжировками; тем самым задавался характерный стиль, развивавшийся на всём протяжении музыкальной карьеры группы. Альбом содержит многие наиболее личные сочинения Марка Нопфлера. Самым успешным синглом из альбома стала песня о несчастной любви «Romeo and Juliet» (8-я позиция в британском чарте), вскоре превратившаяся в одну из самых любимых публикой композиций Dire Straits. Основой для песни послужил неудавшийся любовный роман Марка Нопфлера. Она написана в характерной для его творчества иносказательной манере, совмещающей личный опыт автора с вымышленными «декорациями». Композиция, открывающая альбом, «Tunnel of Love» (со вступлением «The Carousel Waltz», написанным Ричардом Роджерсом и Оскаром Хэммерстайном II), вошла в саундтрек фильма «Офицер и джентльмен» и также стала визитной карточкой группы, неизменно исполняемой на концертах. Making Movies оставался в британском чарте на протяжении четырёх лет, добравшись на пике успеха до четвёртой строчки.
Четвёртый студийный альбом Dire Straits, Love over Gold, составленный из длинных песен, полных экспериментальных пассажей, был хорошо принят критиками в момент выхода в начале осени 1982 года; он получил статус золотого в США и провёл четыре недели на вершине британских чартов. Название альбому («Любовь дороже золота») было подсказано граффити, видневшимся из окна старой лондонской квартиры Нопфлера. Возможно, нарисовавшие его взяли фразу с внутреннего конверта одной из пластинок Капитана Бифхарта. Love over Gold стал первым альбомом группы, спродюсированным Марком Нопфлером единолично. Центральный хит, «Private Investigations», стал первым синглом Dire Straits, вошедшим в первую пятёрку британского хит-парада, достигнув второй строчки несмотря на почти семиминутную длительность. Песня также включилась в число наиболее часто исполняемых на концертах.

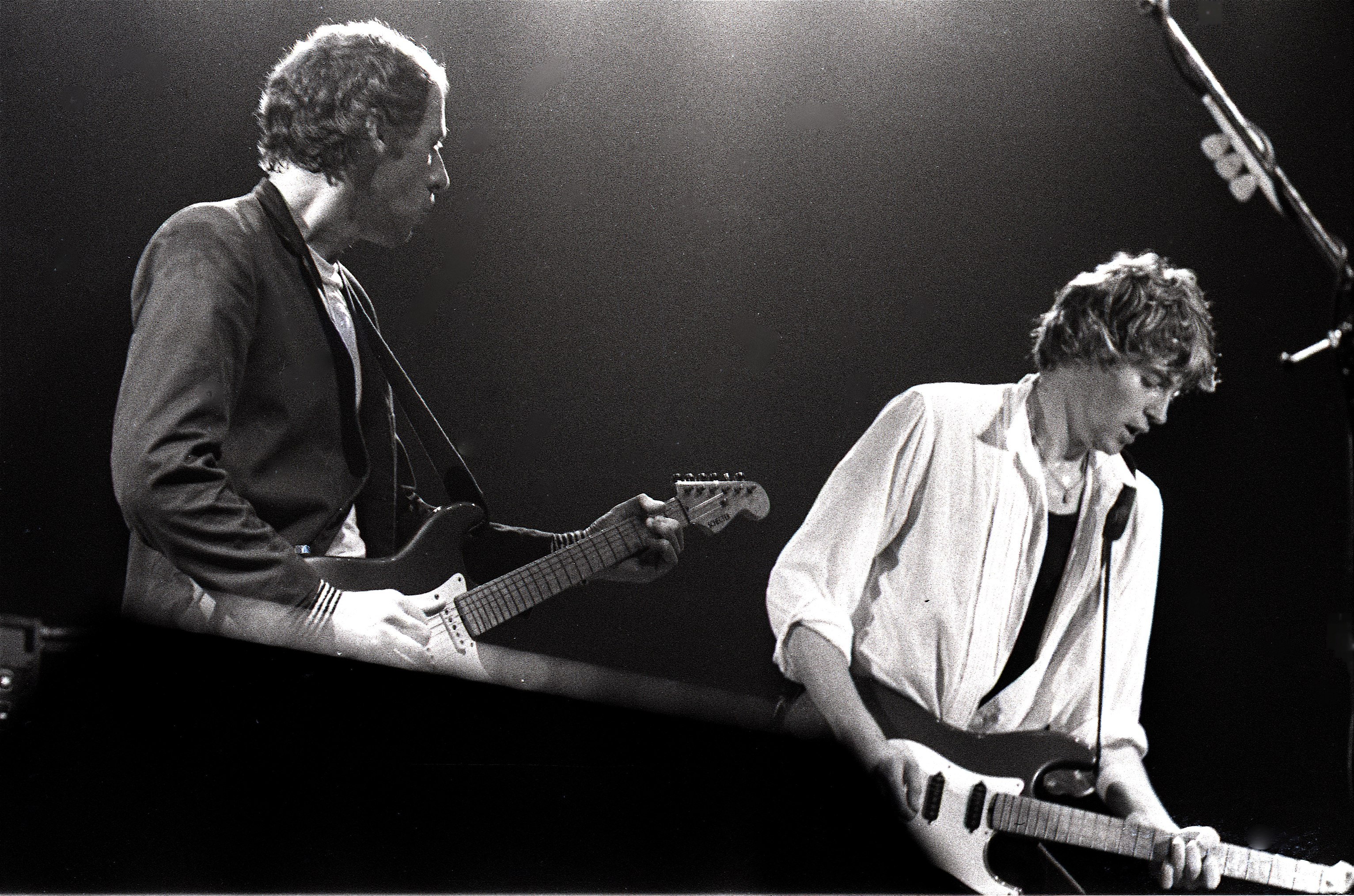
Марк Нопфлер и Линдес, июнь 1981 года

В других частях света наибольшего успеха добилась песня «Industrial Disease»; в частности, она вошла в первую десятку в Канаде. Песня посвящёна спаду в британской индустрии начала 1980-х годов и описывает забастовки и клиническую депрессию, вызванную безработицей. Помимо упомянутых треков, альбом включает заглавную композицию, песню «It Never Rains» и 14-минутную поэму «Telegraph Road», повествующую о быстром развитии и последующем упадке американского города Детройт. В течение первых шести недель после релиза в мире было продано более двух миллионов копий альбома.
Вскоре после выхода Love over Gold группу покинул барабанщик Пик Уизерс. Ему на смену пришёл Терри Уильямс, бывший участник Rockpile и целого ряда других уэльских команд, включая Man.
В 1984 году, когда «Love over Gold» ещё находился в чартах, вышел четырёхпесенный EP, озаглавленный ExtendedancEPlay. Он содержал хит «Twisting By the Pool», вошедший в двадцатку хит-парадов в Великобритании и Канаде. В том же году Dire Straits отправились в мировое турне; а в марте увидел свет двойной «живой» альбом Alchemy: Dire Straits Live, включивший в себя записи с двух концертов, сыгранных в лондонском Hammersmith Odeon в июле 1983 года. Не подвергавшийся никакой дополнительной студийной обработке, альбом стал одним из первых выпущенных на CD релизов в Соединённом Королевстве и достиг третьей строчки в британских чартах. Запись концерта также была выпущена на VHS, а в 2010 году был выполнен ремастеринг видео с последующим выпуском на DVD и Blu-ray.
В 1983—1984 годах Нопфлер принимал участие и в других проектах. Он написал музыку для фильмов Местный герой и Кэл, изданную впоследствии отдельными альбомами, и песню «Private Dancer» для одноимённого альбома Тины Тёрнер, ознаменовавшего её возвращение на сцену. Кроме того, в тот же период Нопфлер выступил в качестве продюсера групп Aztec Camera и Willy DeVille, а также альбома Боба Дилана Infidels.
В 1984 году Джон Иллсли выпустил свой первый сольный альбом, Never Told a Soul, в работе над которым участвовали Нопфлер и Уильямс.

### 1985—1986: эпохаBrothers in Armsи всемирный успех
Dire Straits вернулись в студию звукозаписи (Air Studios, Монтсеррат) в конце 1984 года, чтобы начать работу над своим пятым альбомом Brothers in Arms; за продюсирование на этот раз взялись Марк Нопфлер и Нейл Дорфсман. В группе вновь обновился состав: пригласили ещё одного клавишника, Гая Флетчера, до этого сотрудничавшего с Roxy Music и работавшего над саундтреком к фильму Кэл. Гитарист Хэл Линдес покинул группу во время студийных сессий; ему на смену пришёл нью-йоркский гитарист Джек Сонни (который не был, однако, включён в официальный состав группы, указанный на обложке нового альбома).
Нейл Дорфсман в интервью журналу «Sound on Sound» рассказывал, что через месяц после начала записи ударник группы Терри Уильямс был временно заменён на джазового барабанщика Омара Хакима, поскольку Уильямс не мог добиться желаемого звучания. Омар Хаким записал все партии за два дня, после чего продолжил участие в других проектах. В альбоме отмечено участие и Хакима, и Уильямса, хотя единственным вкладом последнего в альбом стало импровизированное крещендо в начале «Money for Nothing». В дальнейшем Уильямс участвовал в записях клипов и последовавшем мировом турне.
Альбом вышел в мае 1985 года, стал лидером продаж в Великобритании и имел громадный успех во всём мире. Многие синглы альбома заняли высокие позиции в чартах: «Money for Nothing» добрался до первой строчки в США и до четвёртой в Великобритании; также высоко поднялись So Far Away (#19 U.S.), Brothers in Arms (#16 U.K.), Walk of Life (#7 U.S., #2 U.K.) и Your Latest Trick. Песня «Money for Nothing», написанная Марком Нопфлером в соавторстве со Стингом, стала лауреатом премии «Грэмми» 1985 года в номинации «Лучшая рок-композиция в дуэте или группе с вокалом».
Brothers in Arms стал одним из первых альбомов, записанных на цифровом оборудовании; это было связано со стремлением Нопфлера к улучшению качества звука. Одноимённая песня считается первым в мире синглом, выпущенным на CD. В Великобритании он распространялся как промодиск с логотипом тура «Live in '85». Диск включал всего четыре песни и имел очень ограниченное хождение.
Композицию «Walk of Life» едва не исключили из альбома, когда против неё выступил сопродюсер Нейл Дорфсман, но голоса участников группы перевесили (выпущенная синглом, песня стала наиболее коммерчески успешным хитом группы на родине). «Money for Nothing», «Walk of Life» и «Brothers in Arms» сразу прочно закрепились в трек-листах концертов.

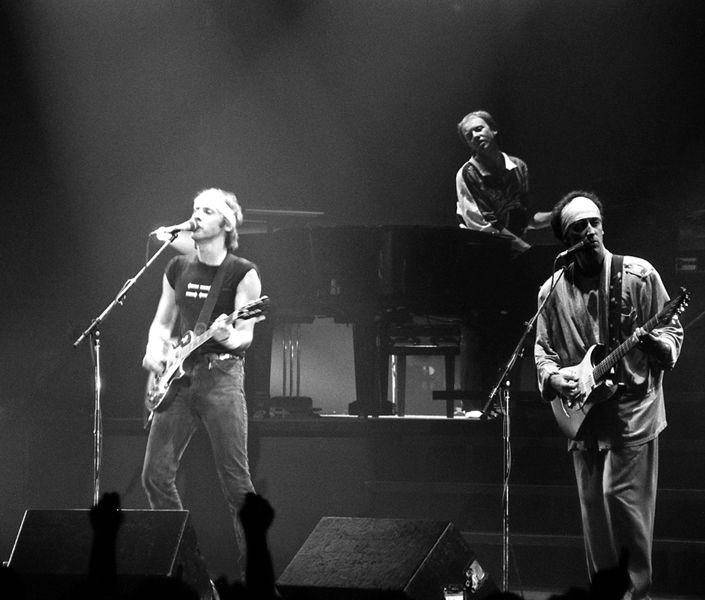
Концерт в Белграде, Югославия, 1985 год. Слева направо: Нопфлер, Кларк, Сонни

Коммерческий успех Brothers In Arms был сопряжён с тем, что он стал первым компакт-диском, разошедшимся тиражом более миллиона копий. Кроме того, альбом часто рассматривается как один из «раскрутивших» CD-формат, так как он числится среди первых DDD-дисков (то есть цифровое оборудование использовалось на всех этапах работы в студии: записи, микширования и мастеринга). Это сделало Brothers In Arms «обязательной покупкой» для всех приверженцев новой технологии. Наконец, этот компакт диск был одним из первых, включивших материал, недоступный на виниловой пластинке: расширенные версии всех песен стороны А, кроме «Walk of Life».
Мировое турне в поддержку альбома (1985—86 годы) имело феноменальный успех. К группе присоединился саксофонист Крис Уайт, и первый концерт состоялся 25 апреля 1985 года в Сплите (Югославия). В период 13-дневных выступлений на лондонской Wembley Arena группа прибыла на находящийся рядом стадион Уэмбли в полдень 13 июля 1985 года, чтобы сыграть на благотворительном концерте Live Aid; музыканты исполнили «Sultans of Swing» и «Money For Nothing» вместе со Стингом. В том грандиозном мероприятии принимали участие многие звёзды британской рок- и поп-сцены, включая Фила Коллинза, Элтона Джона, Пола Маккартни, группы Sade, U2, Queen и The Who. Сольный концерт группы, записанный 10 июля 1985 года, был показан по британскому телевидению в январе 1986 года и позже выпущен на DVD под названием Wembley does the Walk. Мировой тур закончился в Сиднее (Австралия), где Dire Straits до сих пор удерживают рекорд выступлений: 20 вечеров, 16 из них подряд. Всего за двухлетний период группа отыграла 234 концерта в 100 городах мира.
Кроме того, в 1985 году группа отправилась из Лондона в Хартум, чтобы поддержать сбор денег в фонд помощи голодающим, возглавляемый Джоном Эбби. В знак признания Dire Straits передали золотой диск Brothers in Arms организаторам акции.
Brothers in Arms был столь же успешен и в США, где он девять недель продержался на первой строчке в чарте альбомов Billboard и стал мультиплатиновым (всего в США было продано более девяти миллионов копий). В августе 1987 года клип на песню «Money for Nothing» открыл вещание европейского канала MTV.

### 1987—1990: первый роспуск
После окончания тура Brothers in Arms Марк Нопфлер временно прекратил работу с Dire Straits, сконцентрировавшись на сольных проектах и создании музыки к фильмам. Группа вновь собралась на концерте в честь семидесятилетия Нельсона Манделы 11 июня 1988 года на стадионе Уэмбли. На сцене к ним присоединился Эрик Клэптон, исполнивший вместе с ними свой хит «Wonderful Tonight» и партии ритм-гитариста в песнях «Romeo and Juliet» и «Sultans of Swing», пока Джек Сонни отдыхал. Вскоре после этого мероприятия группу покинул Уильямс.
Марк Нопфлер официально объявил о роспуске Dire Straits в сентябре 1988 года. В интервью журналисту «Rolling Stone» Робу Танненбауму он признался:

В прессе писали, что мы самая крутая команда в мире. Причём акцент ставился не столько на музыку, сколько на популярность. Мне нужен был отдых.

Громадный успех Brothers in Arms и мировое турне подвергли сильному стрессу всех участников группы, и Нопфлер заявил, что хочет поработать над более личными проектами. В октябре 1988 вышел сборник лучших хитов Money for Nothing, достигший первой строчки британских чартов.
В том же году Джон Иллсли выпустил свой второй сольный альбом Glass, в записи которого участвовали Марк Нопфлер, Алан Кларк, Гай Флетчер и Крис Уайт.
В 1989 году Нопфлер создал The Notting Hillbillies, кантри-группу, в чей состав вошли Гай Флетчер, Брендан Крокер, Стив Филлипс и менеджер Dire Straits Эд Бикнелл на ударных. Единственный альбом коллектива, Missing...Presumed Having a Good Time, наиболее успешной композицией которого стал сингл «Your Own Sweet Way», вышел в 1990 году. The Notting Hillbillies выступали с концертами до конца года и появились в передаче Saturday Night Live.
Работа Нопфлера в стиле кантри продолжилась записью альбома Neck and Neck совместно с Четом Аткинсом.
В 1990 году Dire Straits выступили вместе с Элтоном Джоном и Эриком Клэптоном на Концерте в Небуорт-хаус, сыграв три песни: «Solid Rock», «Money for Nothing» и композицию под названием «I Think I Love You Too Much» в стиле блюз-рок с гитарными соло, исполненными Нопфлером и Клэптоном. Песня была представлена как экспериментальная: у Марка Нопфлера не было уверенности, стоит ли записывать её в следующем альбоме. Вскоре Нопфлер, Иллсли и Бикнелл приняли решение вновь собрать группу в следующем году.

### 1991—1995: воссоединение, последние альбомы и окончательный роспуск
В начале 1991 года Марк Нопфлер и Джон Иллсли вновь собрали группу, пригласив Алана Кларка и Гая Флетчера; обязанности менеджера продолжил исполнять Бикнелл. Таким образом, группа опять оказалась «урезанной» до четырёх участников. Началась работа над новым альбомом; для его записи привлекались несколько сессионных музыкантов: стил-гитарист Пол Франклин, перкуссионист Дэнни Каммингс, саксофонист Крис Уайт и гитарист Фил Палмер, сменивший Джека Сонни. Партию ударника во время сеансов записи исполнили американец Джефф Поркаро и французский музыкант Ману Катче. Впоследствии Поркаро отказался от приглашения в основной состав, так как был активно занят в группе Toto.
Последний студийный альбом Dire Straits — On Every Street — вышел в сентябре 1991 года. Несмотря на то, что диск был весьма ожидаемым в связи с недавним международным успехом группы, он был принят значительно более прохладно, чем предыдущий. Коммерческий успех оказался заметно скромнее, а рецензии критиков были смешанными. В частности, сайт Allmusic охарактеризовал On Every Street как «недотягивающее» продолжение Brothers in Arms. Тем не менее продажи перевалили за 8 миллионов копий, и альбом добрался до первой строчки хит-парада в Великобритании и двенадцатой — в США.
Открывающий трек «Calling Elvis» стал первым синглом из альбома, выпущенным в Соединённом Королевстве. Видеоряд клипа основывался на телешоу 1960-х годов «Thunderbirds». Песня не имела такого успеха, как предыдущие синглы, войдя только в первую тридцатку чарта. Затем последовал выпуск «Heavy Fuel», который не попал в Великобритании даже в Top-50. Однако в США этот сингл стал вторым (после «Money for Nothing») в истории группы, достигшим высшей строчки Billboard Mainstream Rock Tracks. Последним британским синглом группы стал «The Bug». Бэк-вокал в этой песне принадлежит Винсу Гиллу, также отклонившему предложение присоединиться к коллективу.
Вместе с сессионным барабанщиком Крисом Уиттеном Dire Straits отправились в длительное турне, дав 300 концертов за два года; в общей сложности в мире было продано более 7 миллионов билетов. Несмотря на то, что группе удалось отточить звучание до мелочей, финальный тур оказался менее успешным по сравнению с предыдущим и намного более утомительным. Стало ясно, что для Dire Straits уже не по силам столь масштабные мероприятия, и Марк Нопфлер решил отказаться от их проведения. Всё это в конечном итоге привело ко второму, на этот раз окончательному, роспуску группы. Американский писатель и редактор MTV Networks Билл Флэнеган так описывал цепь событий: «Последовавший мировой тур длился два года, оставил после себя горы денег и буквально вколотил Dire Straits в землю. К концу тура у Марка Нопфлера не оказалось ни группы, ни жены». Последний концерт состоялся в испанском городе Сарагоса 9 октября 1992 года.
В мае 1993 года увидел свет «живой» альбом по материалам тура, получивший название On the Night, который был вновь весьма прохладно оценён критиками. Это не помешало диску добраться до пятой строчки в британских чартах, что является редким достижением для концертных альбомов. В дополнение к альбому в том же году был выпущен EP Encores с четырьмя концертными записями; во Франции релиз дебютировал на верхней позиции в хит-параде.
Решив прекратить полномасштабную концертную деятельность, Марк Нопфлер тихо распустил Dire Straits в 1995 году. Выпуск последнего альбома группы, Live at the BBC, был частью договора с Vertigo Records. Этот третий и последний концертный альбом представляет собой собрание записей 1978—81 годов, выполненных преимущественно первоначальным составом группы.

### 1996 — настоящее время

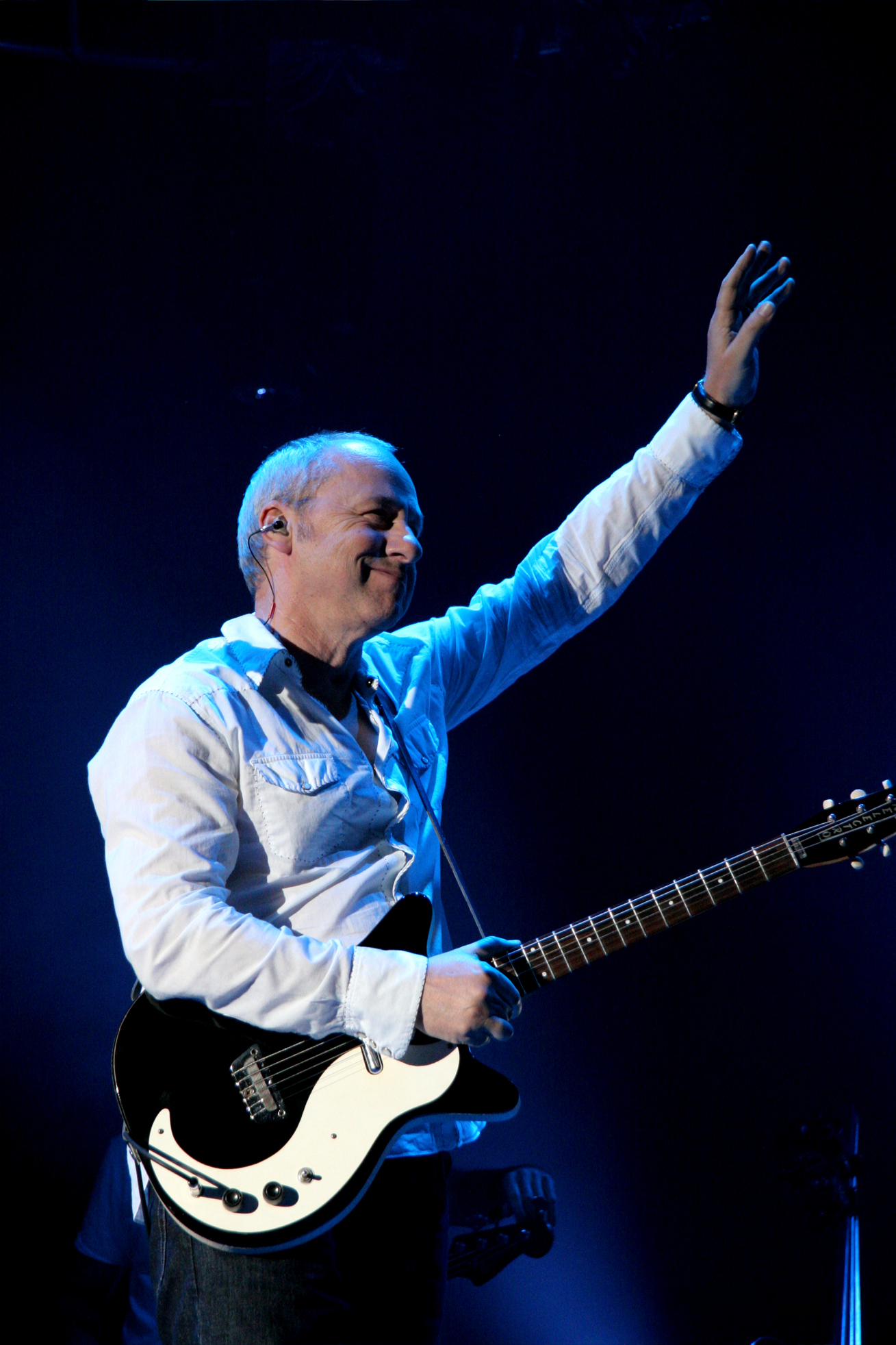
Марк Нопфлер в 2006 году

Распустив Dire Straits после почти двух десятилетий совместной работы, Марк Нопфлер сосредоточился на сольной карьере и выпустил свой первый альбом после распада группы, Golden Heart, в марте 1996 года.
В августе 1996 года альбому Brothers in Arms присвоен статус девятикратно платинового. В том же году весь каталог альбомов Dire Straits прошёл процедуру ремастеринга в студии Боба Людвига и был перевыпущен на CD (в США CD вышли в 2000 году).
Нопфлер, Иллсли, Кларк и Флетчер в последний раз играли вместе 19 июня 1999 года на свадьбе Джона Иллсли, в качестве ударника выступил Эд Бикнелл. Музыканты сыграли пять песен, включая «Nadine» Чака Берри.
В 2002 году Марк Нопфлер, Джон Иллсли, Гай Флетчер, Дэнни Каммингс и Крис Уайт дали четыре благотворительных концерта. В первой части Брендан Крокер играл с Нопфлером песни The Notting Hillbillies, затем его сменял Иллсли для исполнения композиций Dire Straits. В заключении выступления прозвучала песня «Why Aye Man» из сольного репертуара Нопфлера; партию бэк-вокала исполнил Джимми Нейл.
Последний на сегодняшний день сборник The Best of Dire Straits & Mark Knopfler: Private Investigations поступил в продажу в ноябре 2005 года и попал в первую двадцатку чартов в Великобритании. Издание включает песни из большинства студийных альбомов Dire Straits, а также из сольных альбомов Марка Нопфлера и написанных им саундтреков. Единственная прежде неизданная песня на сборнике, All The Roadrunning, исполнена дуэтом с певицей Эммилу Харрис. Компиляцию высоко оценили критики.
В 2005 году Brothers in Arms, перевыпущенный ограниченным тиражом (на SACD) к своему двадцатилетию, получил премию «Грэмми» как «Лучший альбом с объёмным звучанием».
Со времён роспуска Dire Straits Марк Нопфлер не выказывал желания возродить группу, но музыканты группы в дальнейшем продолжали сотрудничество. Например, клавишник Гай Флетчер исполнил партии почти во всех сольных альбомах Нопфлера. Много участвовал в сеансах записи и ударник Дэнни Каммингс, в частности, при работе над материалом для последних трёх дисков: All the Roadrunning (с Эммилу Харрис), Kill to Get Crimson и Get Lucky. В 2007 году Нопфлер заявил, что не скучает по всемирной славе, которой группа достигла на пике успеха; по его словам, «Это было уже слишком».
В октябре 2008 года Джон Иллсли признался журналисту BBC, что предлагал Марку Нопфлеру вновь собрать Dire Straits и отправиться в мировое турне, но встретил решительный отказ. Лидер группы объяснил, что раньше уже размышлял над этим, но неохотно; кроме того, он сам «даже не является фанатом ранних хитов Dire Straits». В том же интервью Иллсли предположил, что Нопфлера вполне устраивает сольное творчество, сказав: «Его сольная карьера невероятно успешна, так что честь ему и хвала. Он прекрасно проводит время, занимаясь любимым делом».
В ноябре 2009 года группа была удостоена Heritage Award: на дом, находящийся в лондонском квартале Дептфорд, где участники Dire Straits снимали социальное жильё и дали свой первый концерт, была помещена мемориальная доска. Награда выдана организацией PRS for Music, одной из целей которой является увековечивание «необычных мест дебютных выступлений» известных групп и исполнителей.

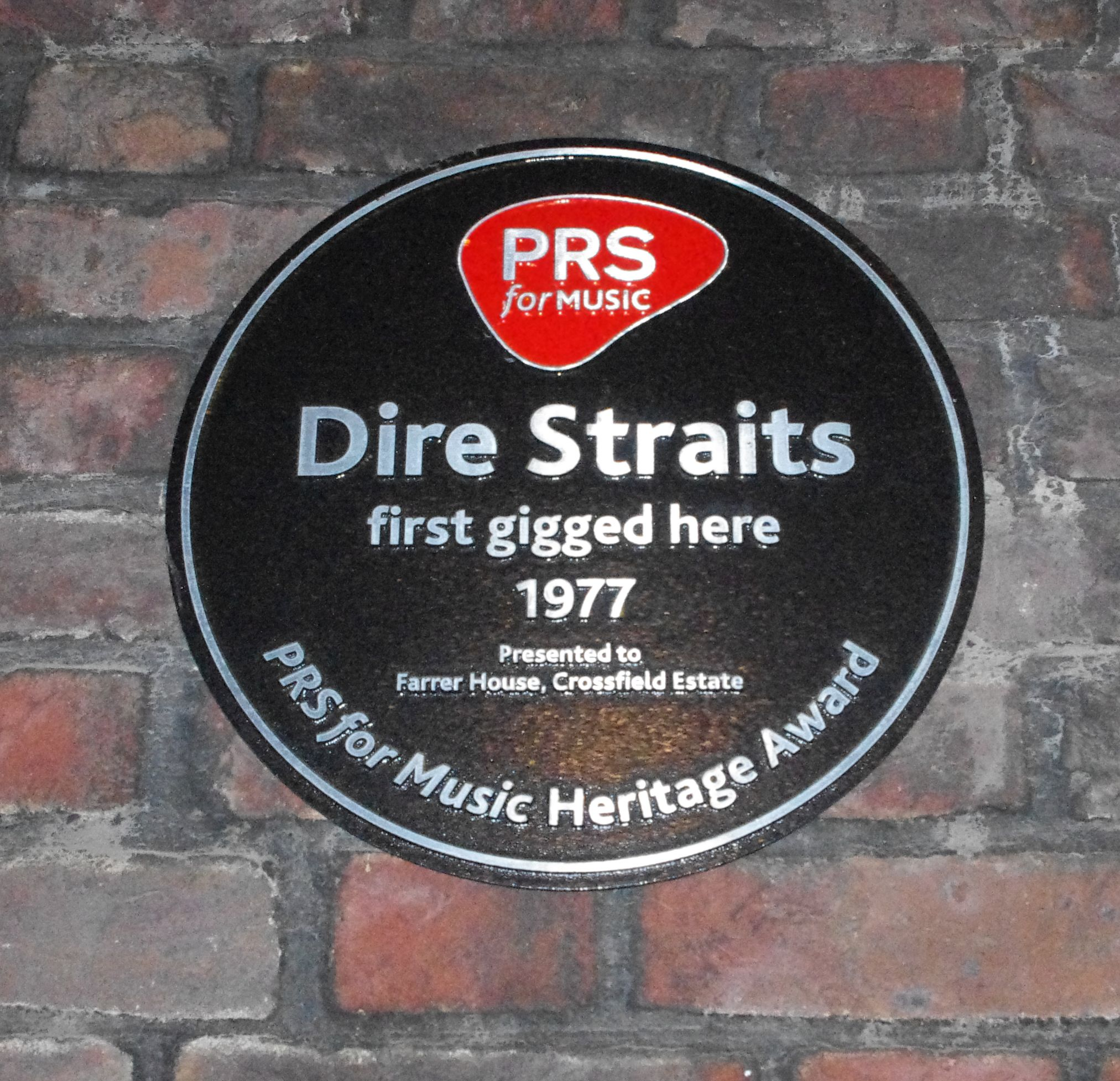
Мемориальная доска на месте первого концерта Dire Straits

## Музыка

### Музыкальный стиль
Творчество группы можно условно разделить на два периода, границей между которыми служит первая смена состава: растущее мастерство музыкантов и применение синтезаторов привели к значительному усложнению музыкального стиля начиная со времени записи третьего студийного альбома.
Альбомы Dire Straits включают относительно небольшое количество песен, многие из которых отличаются высокой длительностью звучания (например, пластинка Love over Gold общей продолжительностью свыше 40 минут содержит всего две композиции на стороне А и три — на стороне B; при этом время звучания трека «Telegraph Road» превышает 14 минут). Большинство песен представляют собой пронзительные баллады, тяготеющие к блюз-року. Во многих из них присутствуют сложно аранжированные и продолжительные инструментальные пассажи, в первую очередь гитарные. Характерными для Dire Straits стали долгие вступительные и заключительные партии («Skateaway», «Tunnel of Love», «Money for Nothing» и другие). Только в одной композиции («On Every Street») вокал вступает одновременно с инструментами. Группа часто отходила от обычной куплетной схемы, многие песни имеют неявный припев («Walk of Life») или не имеют его вовсе («Private Investigations»).
Марк Нопфлер признаётся одним из величайших мастеров гитарной музыки (он был включён в список 100 величайших гитаристов всех времён по версии журнала Rolling Stone) и разработал собственный узнаваемый стиль игры, во многом связанный с необычной гитарной техникой: он не использует медиатор при игре на электрогитаре, а играет пальцами. Довольно необычным является и его вокал: солист не столько поёт, сколько наговаривает тексты, что особенно заметно на концертных записях. Тексты песен, зачастую длинные и сложные, не ограничиваются любовной лирикой и включают повседневную («Down to the Waterline»), социальную («Skateaway»), сатирическую («Heavy Fuel») и музыкальную («Calling Elvis») тематику.

### Влияние
По оценкам большинства критиков, на Марка Нопфлера оказали сильное влияние кантри-музыка и творчество Боба Дилана, особенно это заметно на ранних записях Dire Straits. Кроме того, отмечается влияние таких исполнителей как Чет Аткинс, Эрик Клэптон, Брюс Спрингстин, Альберт Кинг, Джей Джей Кейл, The Kinks, The Band.
В то же время считается, что сами Dire Straits не оказали знакового влияния на другие именитые музыкальные группы. Частично это может быть связано с тем, что уже в то время они не принадлежали к музыкальному «мейнстриму». Тем не менее влияние коллектива заметно в творчестве Aztec Camera, Mike & The Mechanics, Train и некоторых других исполнителей.

### Критика
Творчество группы в целом высоко оценивается профессиональными критиками. В частности, авторитетный журнал Rolling Stone характеризует Dire Straits как одну из самых успешных британских групп 1980-х годов, отмечая виртуозную музыкальность, остроумные тексты и талант Марка Нопфлера к написанию песен.
Альбомы Love over Gold и Making Movies привлекли внимание критиков нетривиальными и проработанными текстами, а также большей стилистической самостоятельностью, чем предыдущие.
Отдельно критики выделяют балладу «Romeo and Juliet», которую известный рок-музыкант Джон Бон Джови охарактеризовал как «совершенную».
Наиболее титулованный альбом, Brothers in Arms, собрал громадное количество хвалебных отзывов. BBC характеризует его как «феномен на всех уровнях», «поднявший планку качества для музыкальных альбомов в целом». Rolling Stone называет диск «застающим врасплох» (журнал включил его в список «500 величайших альбомов всех времён»). Среди недостатков альбома отмечается некоторая «попсовость» по сравнению с предыдущими релизами, не умаляющая, впрочем, его ценности.
Самопровозглашённый «декан американских рок-критиков» Роберт Кристгау даёт более сдержанную оценку творчеству группы, не выставив ни одному из альбомов категорию качества выше «В» и обвиняя Марка Нопфлера в неискренности. Стоит отметить также, что в своих обзорах он расходится с мнением большинства рецензентов о том, что Brothers in Arms был лучшим альбомом группы, а первые два диска — менее интересными, чем последующие.
Относительно последнего альбома группы, On Every Street, у рецензентов нет единого мнения. Одни считают его звучным завершением карьеры Dire Straits, другие язвительно намекают, что громкий успех предыдущего диска мог быть случайностью.
Некоторые аналитики отмечают, что бурному росту популярности Dire Straits во второй половине 80-х годов во многом способствовало их участие в запуске европейского канала MTV и популяризации появившихся в это время на рынке компакт-дисков. В частности, альбом Brothers in Arms использовался некоторыми производителями CD-проигрывателей для демонстрации возможностей цифровых технологий.
Известный английский писатель-фантаст Дуглас Адамс в своём романе «Всего хорошего, и спасибо за рыбу» так писал о Dire Straits (прямого указания на песню нет, вероятно, речь идёт о «Tunnel of Love»):

У Марка Нопфлера есть чудесный дар — заставлять гитару марки «Шектер Кастом Стратокастер» петь и завывать, точно ангелы в субботнюю ночь, когда они утомились всю неделю хорошо себя вести и желают крепкого пива. Правда, сейчас это замечание, строго говоря, неуместно, поскольку до этого места пластинка ещё не докрутилась, но к тому моменту, когда она докрутится, закрутится вместе с ней уже столько всякого разного…

## Состав
Постоянными участниками Dire Straits были Марк Ноплфер и Джон Иллсли; значительную часть времени в составе находились также клавишники Гай Флетчер и Алан Кларк. За время существования группы в ней сменилось несколько гитаристов и ударников. Сессионные музыканты привлекались как в процессе записи альбомов, так и на время туров в их поддержку.

### Бывшие участники
- Марк Нопфлер — ведущий вокал, соло-гитара (1977—1988, 1991—1995)
- Джон Иллсли — бас-гитара, бэк-вокал (1977—1988, 1991—1995)
- Пик Уизерс — ударные, бэк-вокал (1977—1982)
- Дэвид Нопфлер — ритм-гитара, бэк-вокал (1977—1980)
- Алан Кларк — клавишные (1980—1988, 1991—1995)
- Хэл Линдес — ритм-гитара, бэк-вокал (1980—1985)
- Терри Уильямс — ударные (1982—1984, 1985—1988)
- Гай Флетчер — синтезатор, бэк-вокал (1984—1988, 1991—1995)
- Джек Сонни — ритм-гитара, бэк-вокал (1984—1988)

### Концертные музыканты
- Томми Мендел — клавишные, саксофон, перкуссия (1982—1983)
- Мел Коллинз — клавишные, саксофон, перкуссия (1982—1983)
- Юп де Корте — клавишные, саксофон, перкуссия (1982—1983)
- Крис Уайт — саксофон, бэк-вокал, флейта, перкуссия (1985—1988, 1991—1992)
- Фил Палмер — ритм-гитара, бэк-вокал (1991—1992)
- Пол Франклин — педальная слайд-гитара (1991—1992)
- Дэнни Каммингс — перкуссия (1991—1992)
- Крис Уиттен — ударные (1991—1992)

## Дискография
Дискография Dire Straits насчитывает 6 студийных альбомов, 3 концертных альбома, 2 мини-альбома и 3 сборника.

### Студийные альбомы
- 1978 — Dire Straits
- 1979 — Communiqué
- 1980 — Making Movies
- 1982 — Love over Gold
- 1985 — Brothers in Arms
- 1991 — On Every Street

## Награды и номинации
Dire Straits являются пятикратными обладателями премии «Грэмми». Наибольшее число номинаций на различные награды принадлежит песне «Money for Nothing» (в общей сложности 13 заявок и 3 победы).
| Год  | Премия                 | Номинация                                          | Номинант                                  | Результат |
| ---- | ---------------------- | -------------------------------------------------- | ----------------------------------------- | --------- |
| 1980 | Грэмми                 | Лучший молодой исполнитель                         | Dire Straits                              | Номинация |
| 1980 | Грэмми                 | Лучшая рок-композиция в дуэте или группе с вокалом | «Sultans of Swing»                        | Номинация |
| 1983 | BRIT Awards            | Лучшая британская группа                           | Dire Straits                              | Победа    |
| 1986 | Грэмми                 | Альбом года                                        | Brothers in Arms                          | Номинация |
| 1986 | Грэмми                 | Запись года                                        | «Money for Nothing»                       | Номинация |
| 1986 | Грэмми                 | Лучшая рок-композиция в дуэте или группе с вокалом | «Money for Nothing»                       | Победа    |
| 1986 | Грэмми                 | Лучший звукоинженер                                | Нейл Дорфсман (Brothers in Arms)          | Победа    |
| 1986 | Джуно                  | Международный альбом года                          | Brothers in Arms                          | Победа    |
| 1986 | BRIT Awards            | Лучшая британская группа                           | Dire Straits                              | Победа    |
| 1986 | MTV Video Music Awards | Лучшая запись концертного выступления              | «Money for Nothing»                       | Номинация |
| 1986 | MTV Video Music Awards | Лучшее концептуальное видео                        | «Money for Nothing»                       | Номинация |
| 1986 | MTV Video Music Awards | Лучшая режиссура                                   | «Money for Nothing»                       | Номинация |
| 1986 | MTV Video Music Awards | Лучшие спецэффекты                                 | «Money for Nothing»                       | Номинация |
| 1986 | MTV Video Music Awards | Выбор зрителей                                     | «Money for Nothing»                       | Номинация |
| 1986 | MTV Video Music Awards | Лучшая постановка                                  | «Money for Nothing»                       | Номинация |
| 1986 | MTV Video Music Awards | Лучший монтаж                                      | «Money for Nothing»                       | Номинация |
| 1986 | MTV Video Music Awards | Самое экспериментальное видео                      | «Money for Nothing»                       | Номинация |
| 1986 | MTV Video Music Awards | Best Overall Performance                           | «Money for Nothing»                       | Номинация |
| 1986 | American Music Award   | Лучший поп/рок сингл                               | «Money for Nothing»                       | Номинация |
| 1986 | MTV Video Music Awards | Видео года                                         | «Money for Nothing»                       | Победа    |
| 1986 | MTV Video Music Awards | Лучший клип музыкальной группы                     | «Money for Nothing»                       | Победа    |
| 1987 | Грэмми                 | Лучшее короткое музыкальное видео                  | «Brothers in Arms»                        | Победа    |
| 1987 | BRIT Awards            | Лучший британский альбом                           | Brothers In Arms                          | Победа    |
| 1992 | Грэмми                 | Лучшее короткое музыкальное видео                  | «Calling Elvis»                           | Номинация |
| 2006 | Грэмми                 | Лучший альбом с объёмным звучанием                 | Brothers in Arms—20th Anniversary Edition | Победа    |